# Sender Ulm-Kuhberg
Der Sender Ulm-Kuhberg ist ein Grundnetzsender des Südwestrundfunks (ehemals des Süddeutschen Rundfunks) für Hörfunk. Er befindet sich auf dem Oberen Kuhberg, etwa drei Kilometer südwestlich der Ulmer Innenstadt. Als Antennenträger kommt ein abgespannter Stahlrohrmast zum Einsatz. Der Senderstandort auf dem Kuhberg wurde im Jahr 1960 als Ersatz für den im Juni 1950 auf dem Nordostturm der Wilhelmsburg aufgebauten Sender Ulm-Wilhelmsburg, welcher das 2. Programm des SDR mit einer Leistung von 250 Watt abstrahlte, in Betrieb genommen.
Von hier aus werden Ulm, der Alb-Donau-Kreis und Teile des Landkreises Biberach in Baden-Württemberg sowie die Landkreise Neu-Ulm und Günzburg in Bayern versorgt.
Ab Ende September 2013 wurde der Sendemast erhöht, um die bestehenden Digitalradio-Muxe in höherer Leistung zu senden sowie den DAB-Mux des Bayerischen Rundfunks auf Kanal 11D aufzuschalten. Bis dahin betrug die Gesamthöhe 87 Meter.
Am 11. Dezember 2013 nahm der Bayerische Rundfunk die UKW-Frequenzen 96,3 MHz für Bayern 2 sowie 107,4 MHz für B5 aktuell in Betrieb, um vor allem die Empfangslücken im Raum Neu-Ulm zu schließen. Eine Ausstrahlung von Bayern 1 sowie BR-Klassik von diesem Standort ist vorerst nicht geplant. Bayern 3 wurde von diesem Senderstandort bereits seit 2005 ausgestrahlt. Die Ausstrahlung der Programme des Bayerischen Rundfunks, wurde zum 4. Juli 2023 eingestellt.

## Frequenzen und Programme

### Analoges Radio (UKW)
Beim Antennendiagramm sind im Falle gerichteter Strahlung die Hauptstrahlrichtungen in Grad angegeben. In UKW werden folgende Programme ausgestrahlt:
| Frequenz (MHz) | Logo | Programm               | RDS (PS) | RDS (PI) | Regionalisierung    | ERP (kW) | Antennendiagramm      | Polarisation |
| -------------- | ---- | ---------------------- | -------- | -------- | ------------------- | -------- | --------------------- | ------------ |
| 89,20          |      | SWR Kultur             | SWR_Kult | D3A2     | Baden-Württemberg   | 10       | gerichtet (240°−160°) | H            |
| 92,60          |      | SWR1 Baden-Württemberg | SWR1_BW_ | D301     | Baden-Württemberg   | 10       | rund                  | H            |
| 94,50          |      | SWR4 Baden-Württemberg | SWR4_UL_ | DE04     | Schwaben Radio      | 10       | gerichtet (220°−160°) | H            |
| 97,40          |      | SWR3                   | __SWR3__ | D3A3     | Alb/Allgäu/Bodensee | 10       | gerichtet (210°−320°) | H            |
| 98,90          |      | Dasding (SWR)          | DASDING_ | D3A5     | Württemberg         | 1        | gerichtet (220°−160°) | H            |

Zum 4. Juli 2023 wurde die Verbreitung der UKW-Hörfunkprogramme des Bayerischen Rundfunks (BR) eingestellt. Es wird auf die Ausweichfrequenzen des Senderstandortes Grünten bzw. DAB+ verwiesen.
Die Programme des Südwestrundfunks (SWR) sind nicht von der Abschaltung betroffen.

### Digitales Radio (DAB/DAB+)
Im DAB-Frequenzblock 11B  werden die landesweiten Programme von On Air Support mit 10 kW verbreitet und im Frequenzblock 12D mit 4,5 kW die landesweiten Programme von Bayern Digital Radio. Mit dem Ausbau des bundesweiten DAB+-Multiplex wurde am 2. April 2012 der Frequenzblock 5C, mit einer Leistung von 2,5 kW in Betrieb genommen.
Zusätzlich zum privaten landesweiten Multiplex wurde am 3. Dezember 2012 der öffentlich-rechtliche Multiplex auf DAB-Kanal 8D aufgeschaltet.
| Block                          | Programme (Datendienste) | ERP (kW) | Antennen- diagramm rund (ND), gerichtet (D) | Polarisation horizontal (H)/ vertikal (V) | Gleichwellennetz (SFN) |
| ------------------------------ | --- | -------- | ------------------------------------------- | ----------------------------------------- | --- |
| 5C DR Deutschland (D__00188)   | DAB+ Block der Media Broadcast: - Absolut relax (72 kbps) - Dlf (104 kbps) - Dlf Kultur (112 kbps) - Dlf Nova (104 kbps) - DRadio DokDeb (48 kbps) - Energy Digital (72 kbps) - ERF Plus (64 kbps) - Klassik Radio (72 kbps) - Radio Bob (72 kbps) - Radio Horeb (48 kbps) - Radio Schlagerparadies (64 kbps) - Schwarzwaldradio (64 kbps) - sunshine live (72 kbps) - DRadio Daten (32 kbps Daten) - EPG Deutschland (16 kbps Daten) - TPEG (16 kbps Daten) - TPEG_MM (16 kbps Daten) | 10       | ND                                          | V                                         | - Baden-Württemberg: Aalen, Baden-Baden (Fremersberg), Bad Mergentheim, Blauen, Brandenkopf, Donaueschingen, Feldberg im Schwarzwald, Freiburg (Vogtsburg-Totenkopf), Geislingen (Oberböhringen), Großerlach (Hohe Brach), Heidelberg (Königstuhl), Heilbronn (Schweinsberg), Hochrhein (Rickenbach), Hornisgrinde, Pforzheim (Schömberg-Langenbrand), Raichberg, Ravensburg (Höchsten), Reutlingen, Stuttgart (Frauenkopf), Ulm (Kuhberg) - Bayern: Amberg (Hirschau), Aschaffenburg (Pfaffenberg), Augsburg (Hotelturm), Bad Tölz (Gaißach), Bamberg (Geisberg), Büttelberg, Brotjacklriegel, Dillberg, Grünten, Herzogstand, Hochberg (Traunstein), Hoher Bogen, Inntal (Ebbs), Ingolstadt (Gelbelsee), Kreuzberg/Rhön, Landshut (Altdorf), München (Olympiaturm), Nennslingen (Büchelberg), Nürnberg, Oberammergau, Ochsenkopf, Passau, Pfänder, Pfaffenhofen, Pfarrkirchen, Pfronten, Regensburg (Hohe Linie), Unterringingen, Untersberg, Wendelstein (Bayrischzell), Würzburg (Frankenwarte) - Berlin: Berlin (Alexanderplatz), Berlin (Scholzplatz) - Brandenburg: Bad Belzig, Booßen, Brandenburg/Havel, Calau, Casekow, Cottbus, Eisenhüttenstadt, Petkus, Pritzwalk, Templin - Bremen: Bremen (Walle), Bremerhaven-Schiffdorf - Hamburg: Hamburg (Moorfleet), Hamburg (Heinrich-Hertz-Turm) - Hessen: Bad Hersfeld (Rimberg), Biedenkopf (Sackpfeife), Fulda (Hummelskopf), Frankfurt (Europaturm), Gelnhausen (Schnepfenkopf), Gießen (Dünsberg), Großer Feldberg, Hardberg, Hohe Wurzel, Hoher Meißner, Kassel (Habichtswald), Mainz-Kastel - Mecklenburg-Vorpommern: Garz (Rügen), Güstrow, Malchin, Neubrandenburg-Süd, Rostock (Toitenwinkel), Röbel, Schwerin (Zippendorf-Gr.Dreesch), Torgelow, Wismar/Rüggow, Züssow - Niedersachsen: Aurich-Popens, Braunschweig (Broitzem), Braunschweig (Drachenberg), Cuxhaven-Stadt, Dannenberg, Göttingen (Bovenden-Osterberg), Hannover (Telemax), Lingen, Lüneburg-Neu Wendhausen, Molbergen-Peheim, Osnabrück (Bramsche-Schleptruper Egge), Hildesheim (Sibbesse), Steinkimmen, Uelzen, Visselhövede, Wilhelmshaven - Nordrhein-Westfalen: Aachen (Karlshöhe), Bielefeld (Hünenburg), Bonn (Venusberg), Dortmund (Florianturm), Düsseldorf (Rheinturm), Eggegebirge, Herscheid, Hochsauerland (Hunau), Hürtgenwald-Großhau, Köln (Colonius), Langenberg, Lügde-Rischenau (Köterberg), Minden (Jakobsberg), Münster (Fernmeldeturm), Schöppingen, Siegen-Süd, Wesel - Rheinland-Pfalz: Bad Kreuznach (Schanzenkopf), Bad Marienberg (Westerwald), Bornberg, Daun (Eifel), Edenkoben (Kalmit), Heckenbach-Schöneberg (Ahrweiler), Idar-Oberstein, Kaiserslautern, Kettrichhof, Koblenz (Kühkopf), Trier (Petrisberg) - Saarland: Merzig-Merchingen, Saarbrücken (Schoksberg) - Sachsen: Chemnitz, Dresden, Geyer, Leipzig, Löbau, Neustadt, Oschatz, Schöneck, Zwickau Ost - Sachsen-Anhalt: Brocken, Burg, Dequede, Petersberg, Pettstädt (Weißenfels), Schneidlingen, Wittenberg - Schleswig-Holstein: Bungsberg, Flensburg, Heide, Helgoland, Hennstedt, Kiel (Kronshagen), Lübeck (Stockelsdorf), Schleswig, Niebüll (Süderlügum), Westerland (Sylt) - Thüringen: Bleßberg (Sonneberg), Erfurt-Hochheim, Gera, Inselsberg, Jena (Oßmaritz), Kulpenberg, Saalfeld (Remda), Lobenstein (Sieglitzberg), Weimar (Ettersberg) |
| 8B AllgäuDonauIller (D__00307) | DAB-Block der Bayern Digital Radio - Hitradio RT1 Südschwaben (80 kbps) - Galaxy Allgäu (72 kbps) - Allgäu Hit (96 kbps) - Radio Schwaben (80 kbps) - Donau 3 FM (80 kbps) - Radio 7 (80 kbps) - Fantasy Allgäu (72 kbps) | 10       | D                                           | V                                         | Augsburg (Welden) (geplant), Balderschwang, Grünten, Kaufbeuren (geplant), Markt Wald, Memmingen, Pfänder (Vorarlberg), Pfronten (Breitenberg), Ulm-Kuhberg |
| 8D SWR BW S (D__00235)         | DAB+ Block des SWR - SWR1 BW (112 kbps) - SWR Kultur (128 kbps) - SWR3 (Rheinland bis Bodensee) (112 kbps) - SWR4 FN (Studio Friedrichshafen) (112 kbps) - SWR4 FR (Südbaden) (112 kbps) - SWR4 S (Studio Stuttgart) (112 kbps) - SWR4 TU (Studio Tübingen) (112 kbps) - SWR4 UL (Studio Ulm) (112 kbps) - SWR Aktuell (72 kbps) - DASDING (112 kbps) - EPG (24 kbps) - TPEG (16 kbps)                                                                                                 | 10       | ND                                          | V                                         | Bad Urach, Baiersbronn, Blauen, Brandenkopf, Eggberg (Bad Säckingen), Elzach Elztal, Eyachtal (Albstadt-Ebingen), Feldberg im Schwarzwald, Freiburg (Schönberg), Hornisgrinde, Raichberg, Reutlingen (Scheibengipfel), Reifersberg, Schramberg, Rottweil (Deilingen), Schutterlindenberg, Sigmaringen, Ulm/Kuhberg, Villingen-Schwenningen, Wannenberg, Witthoh |
| 10A Obb/Schw (D__00008)        | DAB-Block der Bayern Digital Radio : - Bayern 1 (Schwaben) (96 kbps) - Bayern 1 (Mainfranken) (96 kbps) - BR24live (64 kbps, Mono) - Radio Teddy (72 kbps) - egoFM (72 kbps) - Arabella Bayern (96 kbps) - Rock Antenne Bayern (72 kbps) - BR EPG (8 kbps Daten) - BR News (8 kbps Daten) | 8        | D                                           | V                                         | - Oberbayern: Bad Tölz (Gaißach), Berchtesgaden (Jenner), Eichstätt, Fürstenfeldbruck (Schöngeising), Gelbelsee (Ingolstadt), Herzogstand (Fahrenbergkopf), Hochberg (Traunstein), Hohenpeißenberg, Inntal (Ebbs), Isen, München-Freimann, München-Ismaning, München (Olympiaturm), Neuötting, Oberammergau, Pfaffenhofen (Wolfsberg), Reit im Winkl, Untersberg, Tegernseer Tal (Wallberg), Wasserburg am Inn (Koblberg), Wendelstein (Bayrischzell) - Schwaben: Augsburg (Hotelturm), Augsburg (Welden), Balderschwang (Oberberg), Grünten, Hühnerberg, Kaufbeuren (geplant), Markt Wald, Memmingen, Pfänder (Vorarlberg), Pfronten (Breitenberg), Ulm (Kuhberg) |
| 11B OAS BW (D__00201)          | DAB+-Multiplex der ON AIR support GmbH: - Antenna BW (72 kbps) - Antenne 1 (72 kbps) - baden.fm (72 kbps) - bigFM (72 kbps) - Die Neue 107.7 (72 kbps) - die neue welle (72 kbps) - Energy Stuttgart (72 kbps) - Donau 3 FM (72 kbps) - egoFM (72 kbps) - Hitradio Ohr (72 kbps) - Radio 7 (72 kbps) - Radio Regenbogen (72 kbps) - Rock FM (72 kbps) - Das Neue Radio Seefunk (72 kbps) - Radio Teddy (72 kbps) - Radio Ton (72 kbps)                                                 | 10       | ND                                          | V                                         | Aalen, Alpirsbach, Bad Mergentheim, Bad Urach, Baden-Baden (Merkur), Baiersbronn, Blauen, Brandenkopf, Donaueschingen, Freiburg (Schönberg), Forbach, Geislingen (Oberböhringen), Heidelberg (Königstuhl), Heilbronn (Schweinsberg), Hochrhein (Rickenbach), Hornisgrinde, Karlsruhe (Grünwettersbach), Kempten, Kreuzwertheim, Lahr (Schutterlindenberg), Langenburg, Mudau, Pfänder, Pforzheim (Langenbrand), Raichberg, Ravensburg (Höchsten), Reutlingen, Schramberg/Sulgen-Süd, Stuttgart (Frauenkopf), Tuttlingen (Witthoh), Ulm (Kuhberg) |
| 11D BR Bayern (D__00165)       | DAB-Block des Bayerischen Rundfunks: - Bayern 1 (Oberbayern) (96 kbps) - Bayern 1 (Niederbayern/Oberpfalz) (96 kbps) - Bayern 1 (Franken) (96 kbps) - Bayern 2 (96 kbps) - Bayern 3 (96 kbps) - BR-Klassik (144 kbps) - BR24 (72 kbps, Mono) - BR Schlager (96 kbps) - Puls (96 kbps) - BR Heimat (128 kbps) - BR Verkehr (16 kbps, Mono) - Antenne Bayern (80 kbps) - BR EPG (8 kbps Daten) - ARD TPEG (24 kbps)                                                                      | 10       | D                                           | V                                         | - Unterfranken: Alzenau (Hahnenkamm), Burgsinn (Main-Spessart), Dettelbach, Ebern, Frammersbach (Sauerberg) (geplant), Gemünden, Hammelburg, Kreuzberg (Rhön), Miltenberg-Wenschdorf, Neustadt am Main, Obernburg am Main, Ostheim (Heidelberg), Pfaffenberg (Aschaffenburg), Schweinfurt (Schonungen), Volkach, Wertheim, Würzburg (Frankenwarte), Zeil am Main - Oberfranken: Bad Steben, Bamberg (Geisberg), Burgwindheim (geplant), Coburg (Eckardtsberg), Hof (Labyrinthberg), Kronach, Kulmbach, Ludwigsstadt (Ebersdorf), Ochsenkopf (Fichtelgebirge), Pegnitz - Mittelfranken: Ansbach (geplant), Büttelberg, Hesselberg, Hersbruck, Nürnberg (Fernmeldeturm), Rothenburg ob der Tauber, Treuchtlingen, Weißenburg - Oberpfalz: Altenstadt, Amberg (Hirschau), Amberg-Süd, Dillberg (Neumarkt), Fuchsmühl, Geigant, Hoher Bogen (Furth im Wald), Hohe Linie (Regensburg), Kallmünz (geplant), Pfreimd, Schönsee (Drechselberg), Weigendorf - Niederbayern: Brotjacklriegel, Deggendorf (Aletsberg), Dingolfing, Einödriegel, Kelheim, Landshut (Altdorf), Mainburg, Mallersdorf-Pfaffenberg, Oberfrauenwald, Passau (Kühberg), Pfarrkirchen, Rattenberg, Rotthalmünster, Viechtach (Weigelsberg) (geplant), Vilsbiburg - Schwaben: Augsburg (Hotelturm), Augsburg (Welden), Balderschwang (Oberberg), Grünten, Hühnerberg (Harburg), Kaufbeuren (geplant), Markt Wald, Memmingen, Pfänder (Vorarlberg), Pfronten (Breitenberg), Ulm (Kuhberg) - Oberbayern: Bad Tölz (Gaißach), Berchtesgaden (Jenner), Eichstätt, Fürstenfeldbruck (Schöngeising), Gelbelsee, Herzogstand (Fahrenbergkopf), Hochberg (Traunstein), Hohenpeißenberg, Inntal (Ebbs), Isen, München-Freimann, München-Ismaning, München (Olympiaturm), Neuötting, Oberammergau (Laber), Pfaffenhofen (Wolfsberg), Pfaffenhofen (BR), Reit im Winkl, Untersberg (Salzburg), Tegernseer Tal (Wallberg), Wasserburg am Inn (Koblberg), Wendelstein (Bayrischzell) |
| 12D Antenne DE (D__00008)      | DAB-Block von Antenne Deutschland: - 80s80s (72 kbps) - 90s90s (72 kbps) - Absolut Bella (72 kbps) - Absolut Germany (72 kbps) - Absolut HOT (72 kbps) - Absolut Oldie (72 kbps) - Absolut TOP (72 kbps) - AIDAradio (72 kbps) - Ballermann Radio (72 kbps) - Beats Radio (72 kbps) - Brillux Radio (72 kbps) - Nostalgie (72 kbps) - Oldie Antenne (72 kbps) - RTL Radio (72 kbps) - Rock Antenne (72 kbps) - Toggo Radio (72 kbps)                                                   | 10       | D                                           | V                                         | - Baden-Württemberg: Ulm (Kuhberg) - Bayern: Augsburg (Hotelturm), Landshut (Altdorf), München (Olympiaturm), Oberammergau, Passau, Wendelstein (Bayrischzell) |

Die Verbreitung der Fernsehprogramme sowie weiterer Hörfunkprogramme erfolgt vom Sender Ulm-Ermingen.

### Analoges Fernsehen (PAL)
Vor der Umstellung auf DVB-T diente der Sendestandort weiterhin für analoges Fernsehen:
| Kanal | Frequenz (MHz) | Programm        | ERP (kW) | Sendediagramm rund (ND)/ gerichtet (D) | Polarisation horizontal (H)/ vertikal (V) |
| ----- | -------------- | --------------- | -------- | -------------------------------------- | ----------------------------------------- |
| 11    | 217,25         | Das Erste (SWR) | 0,2      | D                                      | V                                         |